# استانداردهای آی‌تی‌اس‌سی
استانداردهای کمیته سیستم‌های پیشرفته تلویزیون (انگلیسی: Advanced Television Systems Committee (ATSC) standards) مجموعه‌ای از استانداردهای آمریکایی برای انتقال تلویزیون دیجیتال از طریق شبکه‌های زمینی، کابل و ماهواره است. این سیستم تا حد زیادی جایگزین استاندارد NTSC آنالوگ است و مانند آن استاندارد، بیشتر در ایالات متحده آمریکا، مکزیک و کانادا استفاده می‌شود. سایر کاربران قبلی NTSC مانند ژاپن در گذار تلویزیون دیجیتال از ATSC استفاده نکرده‌اند، زیرا آنها سیستم خود را با نام ISDB اتخاذ کرده‌اند.